# Togetherville
Togetherville est un site web de réseautage social, à l'image de Facebook, destiné aux enfants de moins de 13 ans. 

## Historique
Le site et la société ont été fondés en 2008 par Mandeep Singh Dhillon. Le principe inspiré de Facebook est de fournir des relations sociales entre les enfants mais sous une surveillance parentale. Le public visé comprend les enfants en dessous de 13 ans mais en pratique la tranche 6-10 ans est la plus active. Le site possède un lien important avec Facebook car les adultes doivent utiliser leur compte Facebook pour par exemple soumettre des amis à leurs enfants,. Le principe est donc d'éduquer les plus jeunes dans un environnement sécurisé avant de les confronter à Facebook.
Le site a ouvert une version béta publique le 19 mai 2010.
Le 23 février 2011, Disney Interactive Media Group achète le site de Togetherville.
Le 25 février 2012, Disney annonce la fermeture du site pour le 11 mars 2012.